# فيد
فيد هي مدينة تاريخية تقع إلى الجنوب الشرقي من منطقة حائل، وتعتبر أحد الأمكنة الأثرية التاريخية للمنطقة إذ تختزن جبالها نقوشاً تاريخية تعود إلى عصور ما قبل التاريخ، فضلا عن كونها محطة رئيسية في درب زبيدة حيث تقع في منتصف الطريق بين مكة وبغداد، وكانت مسجلة ضمن ولايات الخلافة العباسية، وهي غنية بالآثار الإسلامية، ولها أهمية ومكانة تاريخية. تبعد مدينة فيد عن حائل 92 كم على الطريق السريع الذي يربط حائل بالقصيم، كما تبعد 160 كم عن القصيم.
من أهم آثار مدينة فيد، قصر خراش، وبرك زبيدة، والمدينة السكنية، والسراديب، ومنطقة التلال، وفسقية القصر، والرحى العملاق لطحن الحبوب، والآبار حيث فيها ما يقارب 45 بئراً، والقنوات المائية. يرجع تاريخ المدينة إلى العصور الإسلامية الأولى. كما أعلن مؤخراً عن تطوير مدينة فيد التاريخية سياحياً.

## نبذة تاريخية
تعتبر فيد من المدن التاريخية القديمة، حيث تعود لعصر ما قبل الإسلام، وهناك دلائل أثرية مازالت باقية، من أهمها مجموعة من الرسوم الصخرية والنقوش والكتابات القديمة التي عُمِلت على واجهات الجبال المجاورة لمدينة فيد. بالإضافة إلى الآثار المعمارية التي تقع بالقرب من الجبال، وهي عبارة عن أساسات مبان ودوائر حجرية متنوعة الالشكال والأحجام.
ووجِدت في المدينة العديد من المقتنيات والمعثورات، منها مجموعة من التنانير المصنوعة من الفخار الأحمر، وهي متقنة الصناعة والبناء محاطة بمسطبة حجرية لحمايتها من السقوط. كما أن هناك قطع لأوان فخارية وخزفية، وهي عبارة عن أجزاء من فوهات ومقابض وأبدان وقواعد جرار وأباريق وقدور وأكواب، من أهم أنواعها الفخار غير المزجج،والفخار المزجج المطلي بلون أزرق غامق أو أخضر، والخزف ذو الطلاء القصديري الأبيض، والخزف المطلي بألوان متعددة.

أما في العصر الإسلامي المبكر فقد كسبت مدينة فيد شهرة واسعة لوقوعها على طريق الحج العراقي الذي يعرف بمسمى درب زبيدة، وقد كانت فيد من أهم المدن الإسلامية المبكرة الواقعة في منتصف الطريق بين الكوفة ومكة وقد ازدهرت خلال العصرين الأموي والعباسي. كما أنها كانت محطة للحجاج والمسافرين القادمين من العراق وبلاد فارس ليستريحوا بها ويتعاملوا مع أهلها ويتزودوا بما يحتاجون من أكل وشرب وتبادل المنافع الأخرى. ويستدل من آثارها الباقية أن مدينة فيد كانت من أهم المدن الإسلامية المبكرة في وسط شبه الجزيرة العربية، فقد تميزت بكبر مساحتها وامتداد عمرانها وتوفر مياهها ومراعيها. تمت الإشارة إلى مدينة فيد في العديد من كتب المؤرخين والجغرافيين وكتب الرحالة، حيث ذكروا بأنها محطة رئيسه للحجاج المسلمين القادمين من العراق وبلاد فارس في العصر الإسلامي المبكر. تقع في منتصف الطريق بين الكوفة ومكة المكرمة، كما إنها منطقة رعوية لقبيلة طيء وزعيمها زيد، فقد قال ابن إسحاق:
وقد جاء ذكر مدينة فيد عند البكري بقوله: «وأول من حفر فيه حفراً في الإسلام، أبو الدليم مولى يزيد بن عمر بن هبيرة، فاحتفر العين التي هي قائمة وأساحها، وغرس عليها...»، ويضيف كل من المقدسي وابن رسته والحموي، في تحديد المسافة بين الأجفر وفيد، بأنها نصف الطريق وفيها عين تجري ومنبر وأسواق وبرك وعيون جارية وفيها ينزل عامل الطريق. كما يعطي الحربي تفصيلاً أكثر بقوله: «وبفيد قصر للسلطان وبساتين وحصون بعضها خربه، ومسجد جامع ومنبر، وبها بركة مربعة، وثلاث عيون ومجموعة من الآبار». كما يذكر الطبري بأن مدينة فيد كان عليها خندق في عهد الخليفة العباسي أبي جعفر المنصور سنة 145 للهجرة. أما الرحالة المسلمين، ومنهم ابن جبير فقد قال عنها «...وهي حصن كبير مبرج مشرف في بسيط من الأرض يمتد حوله ببطن يطيف به سور عتيق البنيان... وبها أبار تمدها عيون تحت الأرض». كما ذكر ابن بطوطة معلومات مشابهة. بالإضافة إلى أن هناك عدد من الرحالة والباحثين الغربيين ممن اهتموا بمدينة فيد التاريخية، منهم ويليام بالغريف وتشارلز هوبر وموسل، ومن المحدثين ونيت وزميله ريد الذين ذكرو معالم فيد الأثرية وجانب من تاريخها.

## الوصف

### الآبار والقنوات المائية

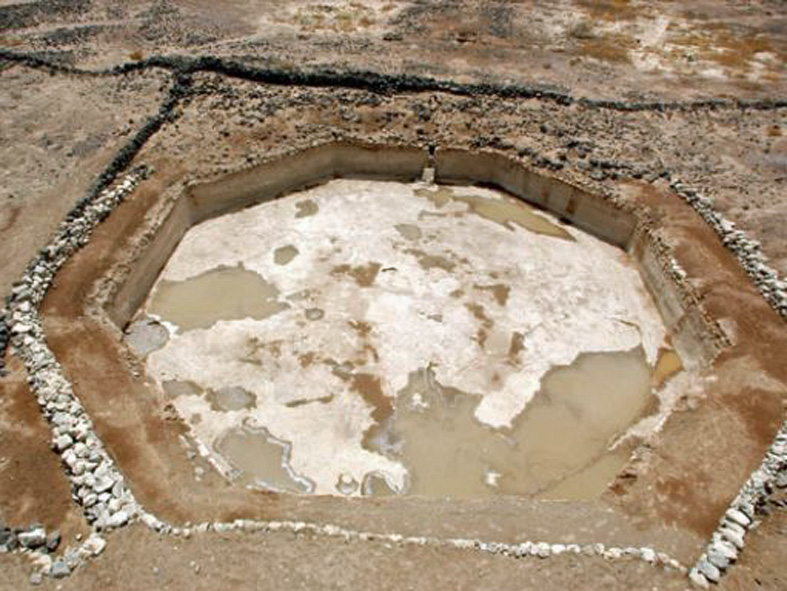
بركة ماء على طريق زبيدة بمدينة فيد الأثرية

تم رصد أكثر من خمس وأربعين بئراً قديمة في مدينة فيد تعود للفترة الإسلامية المبكرة، ولا يزال بعضها يستخدم من قبل السكان في ري مزروعاتهم، ومن أهم تلك الآبار، بئر الحمراء والتي كانت تعرف قديماً بعين النخل أو العين الباردة، وهناك بئر الخيمة التي تقع شمال بئر الحمراء وكانت تسمى قديماً بالعين الحارة أو السوق، وبئر الخويمة، كما أن هناك قنوات أرضية في قاع البئر وهي عبارة عن ثلاث قنوات، الأولى باتجاه بئر الخيمة جنوباً، والثانية ناحية الشرق، والثالثة ناحية الشمال الشرقي، وهي ترتبط بالآبار الموجودة بالمدينة السكنية القديمة والحصن المعروف بقصر خراش.

### المدينة السكنية
تضم المدينة السكنية أكثر من مائة وحدة معمارية، وهي عبارة عن أساسات لمباني التي يشكل بعضها وحدات معمارية متكاملة، بالإضافة إلى وجود منشآت مائية تظهر أساسات مبانيها على السطح مع آثار بئر قديمة، كما توجد بقايا مبنى ضخم يقع في الطرف الشمالي من الموقع وأساسات المباني المنتشرة على سطح الموقع على الضفة الشمالية من وادي فيد من المدينة السكنية غرباً إلى الحصن شرقاً، كذلك آثار المعالم العمرانية لحصن فيد وملحقاته. تتركز مساكن الأهالي في الجهة الغربية من المدينة الأثرية.

### برك درب زبيدة

درب زبيدة

تقع بالقرب من مدينة فيد وهي عبارة عن بِركتين، أحداها مربعة الشكل والأخرى مستطيلة الشكل، وهي متصلة بقناة في سطح الأرض تصل بالبركة الأخرى، عرضها 40 سم وسمك جدارها 60 سم. كلا البركتين مطمورتان بالأتربة ولا يظهر منهما إلا أجزاء بسيطة، وقد استفاد السكان قديماً من هذه البرك، وهي اثنتين من العديد من البرك المنتشرة على جنبات درب زبيدة الذي تم إنشاؤه في طريق الحج، كان السكان قد استفادوا منها في الري وتوفير ما يلزمهم من مياه لدوابهم. كما أن هناك برك أخرى من أبرزها، بركة الساقية، وبركة لشفاء، وبركة الحويض، كذلك البرك الخاصة التي تشبه برك الدرب من حيث الحجم وتقنية البناء وتقع بالقرب من قصر خراش.

### قصر خراش الأثري
يعتبر الحصن والمعروف محليّاً باسم «قصر خراش» من أهم معالم مدينة فيد التاريخية، وهو مشيّد ومبنيّ من الحجارة السوداء التي تعرف باسم حجارة الحرة، وأبعاده 120م × 80م، ويشتمل على أبراج دائرية ونصف دائرية تقع في منتصف الحصن، أبرزها بقايا القلعة الواقعة في الطرف الشمالي الشرقي من الحصن، ومدخلها يقع على الأرجح في الجهة الجنوبية. كما توجد إلى الجنوب الغربي من القلعة، آثار أساسات لمبان تحيط بالقلعة أو القصر، بالإضافة إلى أساسات بنائية منتشرة في كل أرجاء الحصن.

يتوسط قصر خراش المدينة القديمة المدفونة تحت الصخور المتراكمة، ويرى الباحثون بأنه حصن قصر حاكم المدينة، كما كشفت الحفريات الأثرية في المبنى وقرب سور الحصن في الجهة الجنوبية عثر على العديد من الغرف ومرابط للخيل وسكن للحراس وإقامة للزوار. وتم اكتشاف موقع خدمات لوحدات الحصن الأثري، حيث عثر على أفران لصناعة الخبز وأحواض للغسيل عبر قنوات تمر في المربع الأخير تحت الأرض وتصب مباشرة في هذه الأحواض وتصميم الجدران غالباً ما تكون متماثلة لما تم كشفه في الموسم الماضي في هذا الموقع، الذي يقع بين السور الجنوبي والسور الداخلي للحصن، كما تم الكشف من خلال المعطيات الأثرية التي تم العثور عليها على بعض الكسر الفخارية وعثر بجانب الأبواب على أعتاب لها وهي عبارة عن حجر منحوت في الوسط وهو بمثابة قاعدة عمود الباب تدخل به حتى يكون هناك أريحية لفتح الباب للخارج وللداخل، ومن خلال الأفران تم العثور على بعض الأواني الفخارية التي يظهر عليها آثار الزخرفة كما وجد بعض المعثورات الدقيقة منها القطع الزجاجية والحجرية والمعدنية.

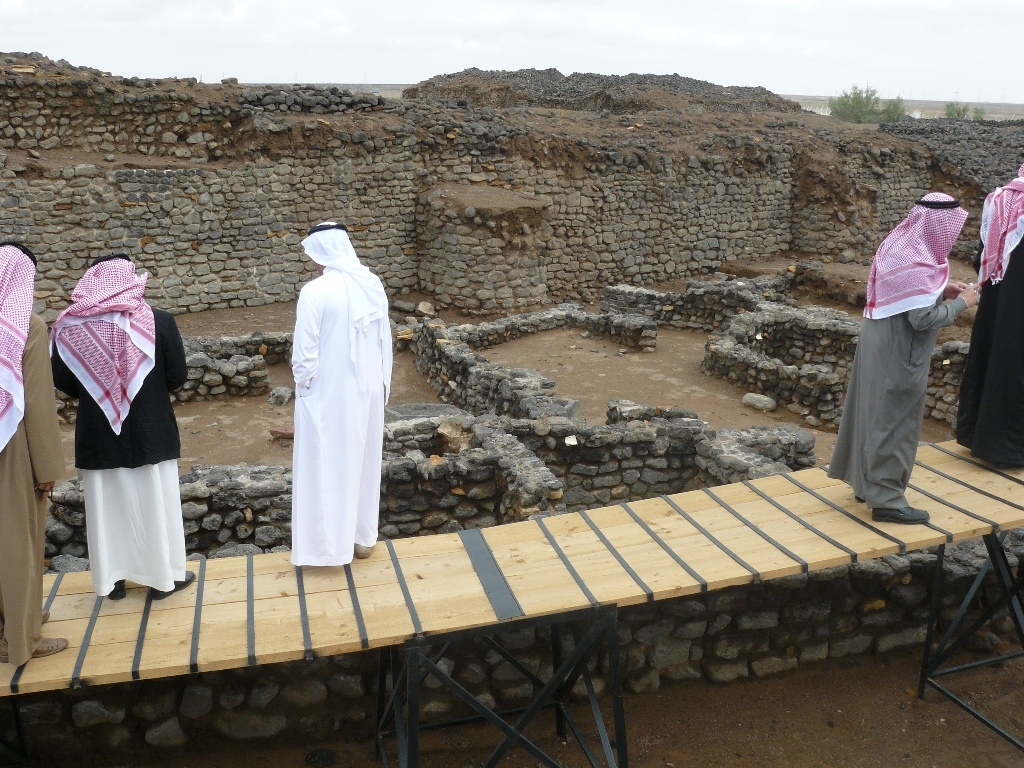
من أعمال التنقيب في المدينة

#### سور الحصن
يقدر طول السور الجنوبي لحصن فيد الضخم بحوالي 115 متراً من الشرق إلى الغرب، ويضم ثلاثة أبراج نصف دائرية تدعم السور من الخارج، ويبلغ سمك جدرانه مترين بعمق مترين. كما أن هناك خمس وحدات معمارية تتميز ببناء متقن، ملاصقة للسور من الجهة الشمالية في الجزء الغربي من السور، وهي تتكون من حجرتين وفناء ومدخل.

### منطقة التلال
تقع منطقة التلال على الجانب الشمالي من وادي فيد، وهي عبارة عن مجموعة من التلال المرتفعة التي تحتوي على آثار أساسات بنائية تمثل جزءاً من بيوت ومنازل قديمة تتبع المدينة السكنية، بالإضافة إلى تفاصيل معمارية تمثل أجزاء من وحدات معمارية.

### الكتابات والنقوش
هناك العديد من الرسوم الصخرية والنقوش والكتابات القديمة الواقعة على واجهات الجبال القريبة من مدينة فيد، فقد تم العثور على عدد كبير من الرسوم الصخرية القديمة لحيوانات مختلفة وكتابات ثمودية قديمة وكتابات إسلامية مبكرة.

### المقتنيات والمعثورات

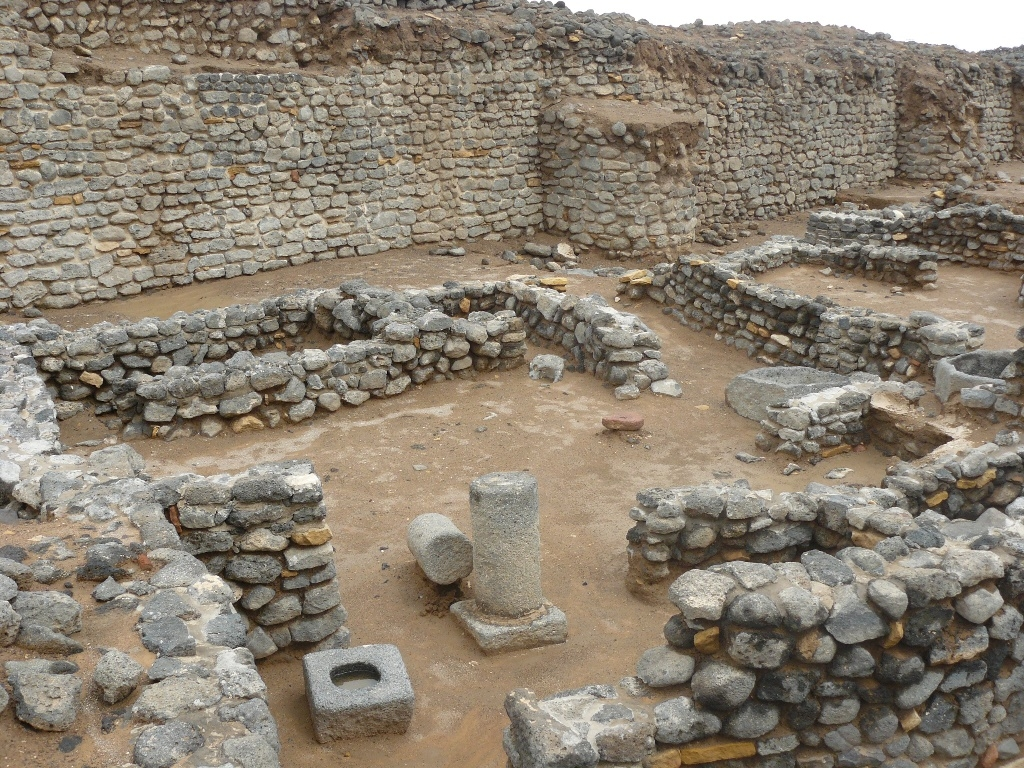
التنقيبات الأثرية في الموقع

وجِدت في المدينة العديد من المقتنيات والمعثورات، منها مجموعة من التنانير المصنوعة من الفخار الأحمر، وهي متقنة الصناعة والبناء محاطة بمسطبة حجرية لحمايتها من السقوط. كما أن هناك قطع لأوان فخارية وخزفية، وهي عبارة عن أجزاء من فوهات ومقابض وأبدان وقواعد جرار وأباريق وقدور وأكواب، من أهم أنواعها الفخار غير المزجج، والفخار المزجج المطلي بلون أزرق غامق أو أخضر، والخزف ذو الطلاء القصديري الأبيض، والخزف المطلي بألوان متعددة، والخزف الصيني «بورسلين - سلدون».
أما بقية المعثورات الدقيقة كالزجاج والحجر الصابوني والعملات وغيرها من المعثورات، فإنها تنوعت أشكالها واستخداماتها. فالزجاج عثر عليه أثناء الحفريات بأنواع وأشكال مختلفة، وتميز بألوان منها الأبيض والأخضر والأزرق والأسود، وأنواع الزجاج المكتشف متوسط الحجم، عبارة عن أجزاء من أبدان ورقاب وحواف وقواعد. أما فيما يتعلق بالحجر الصابوني فقد وجد بأشكال مختلفة التي تتميز بزخارفها، وهي عادة ما تنفذ بطريقة الحز أو الحفر، وقد تم الكشف عن نموذج، يضم زخارف هندسية منفذة بطريقة متقنة. كما توجد أيضاً من ضمن المعثورات مسارج متنوعة، وأجزاء من قدور مختلفة الأحجام، بعضها له مماسك تبرز عن البدن، وتتميز ألوانها بالرمادي المائل إلى الخضرة. كما تم العثور على عدد خمس عملات، منها دينار من الذهب، وآخر من الفضة، كلاهما يعودان إلى العصر العباسي. بالإضافة إلى العثور على مجموعة من القطع النحاسية، أهمها آنية نحاسية وملعقة صغيرة وأدوات متنوعة لخلط المساحيق، كذلك قطع معدنية متنوعة، وقطع من العاج المنفذة بطريقة جميلة عبارة عن جزء من آنية صغيرة، مقبضها على شكل وجه طائر.
تعود معظم المعثورات في المدينة إلى العصور الإسلامية ويصل عمرها إلى 1300 سنة، ويعرض جزء منها في المتحف الذي بني في الموقع.

## وصلات خارجية
- صور من مدينة فيد التاريخية